# 庭掃

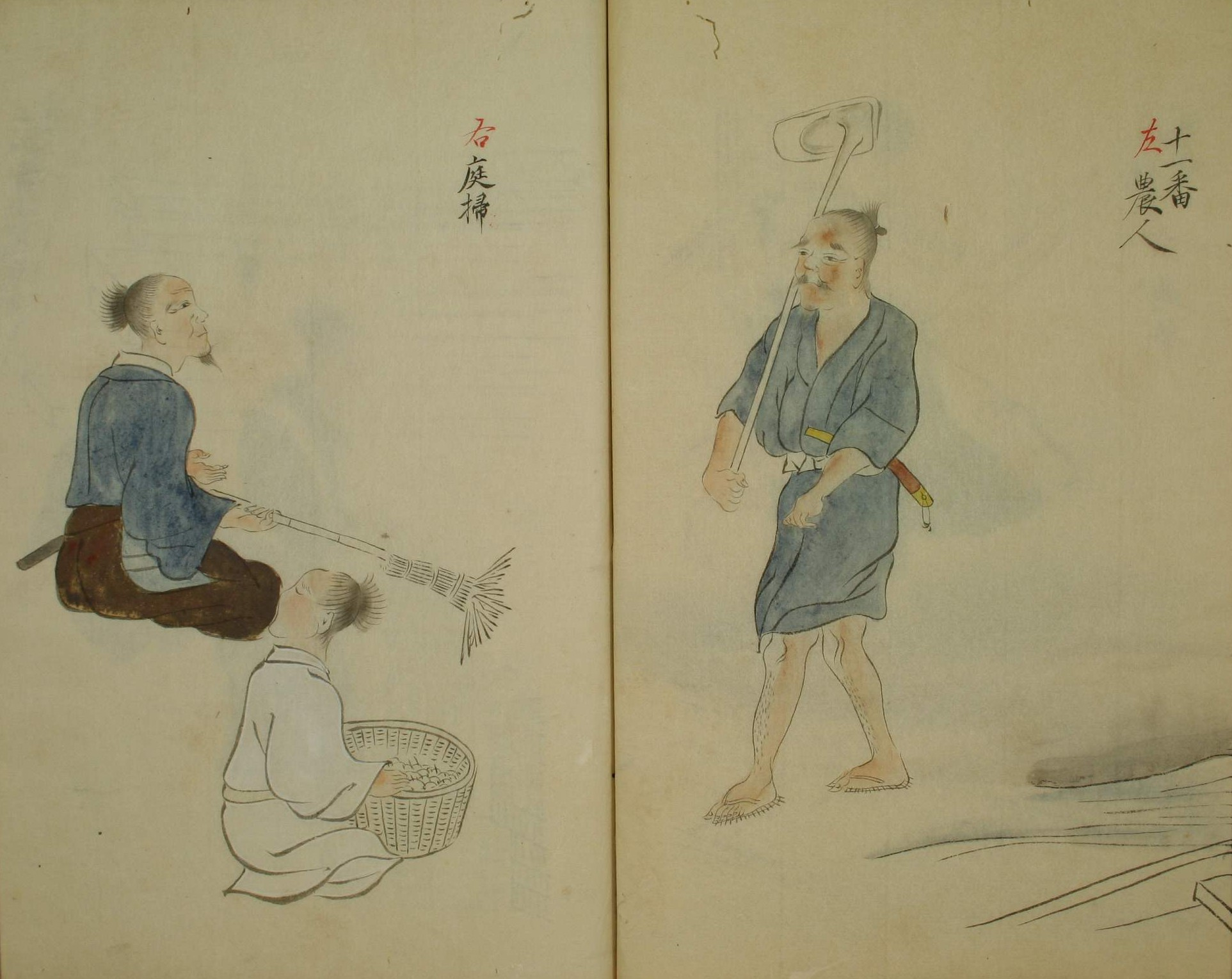
庭掃（左）、農人（右）の歌合（『三十二番職人歌合』、1494年、その1838年の模写）。帯刀した老人と、助手の童子である。

庭掃、または庭掃き（にわはき）は、中世（12世紀 - 16世紀）期に存在した日本の清掃作業者である。第一義的には「庭の掃除」でありその行為者を指す語であるが、この時代の日本においては、掃除・清掃に従事する行為・者を指した。
江戸時代（17世紀 - 19世紀）にも、「かわた」が「庭掃」と呼ばれる職能を兼務する事例が信濃国に存在しており、これについても本項で触れる。

## 略歴・概要

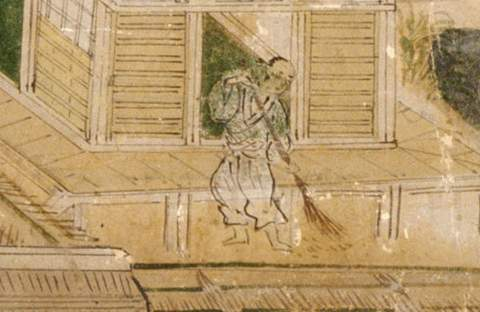
二条邸（押小路烏丸殿）を掃く庭掃（『洛中洛外図屏風』、1520年代）。

平安時代中期、10世紀末に書かれた『枕草子』や、平安時代後期、11世紀後半に成立したとされる作り物語『狭衣物語』に、すでに慣用句として「芹摘む」という語が登場する。これは、禁中（御所）の「庭掃」が皇后に恋焦がれて芹（セリ）を摘むが、恋はかなわず焦がれ死んだ故事に由来するものとされており、遅くとも10世紀には「庭掃」が存在したことを意味する。
鳥羽天皇の時代（12世紀初頭）、藤原宗忠の日記『中右記』のユリウス暦1114年4月24日（永久2年旧暦3月18日）の項に「又召次並鳥羽殿庭掃事、仰云、任法可行」とあり、京都近郊、山城国紀伊郡鳥羽（現在の京都市南区上鳥羽・同市伏見区下鳥羽）に存在した広大な鳥羽殿（鳥羽離宮、一部を除き現存せず、跡地は鳥羽離宮公園・安楽寿院等）の「庭掃」について言及されている。
猿楽の世界から世阿弥が登場する14世紀後半より以前に成立したとされる『綾太鼓』（あやのたいこ、現在の雑能『綾鼓』）には、主役（シテ）として、女御（ツレ）に恋する「庭掃」の老人が登場する。これはのちに三島由紀夫が書いた戯曲『綾の鼓』（『近代能楽集』、1951年）では、「老小間使」として描かれる役どころである。
室町時代、15世紀末の1494年（明応3年）に編纂された『三十二番職人歌合』の冒頭には、「いやしき身なる者」として、「農人」（のうにん）とともに「庭掃」として紹介され、庭箒を手にして直垂を着用した老人と、草を入れた籠をもち小袖を着用した童子の姿が描かれている。この歌合に載せられた歌は、
- 名にたてる こや庭はきの 家の風 花をわが世の 朝きよめかな

というものであった。ここに描かれた「庭掃」も「農人」も、いずれも帯刀している。鈴木棠三は『日本職人辞典』において「庭掃」を、「所謂下男の事である」と記しているが、遠藤元男によれば、衣裳・装束や年少者の労働力を伴っている点から、「庭掃」とは下男・下僕のような存在ではなく、清掃に関する技術的な側面も含めた労務を提供した職業であった、と指摘している。15世紀は、重商主義的社会であり、農本主義的価値観が退けられ、「農人」が賎視されるとともに同じ土を扱う「庭掃」が対になって描かれているのであろう、という指摘もある。原田伴彦は、同歌合における「庭掃」を「即ち庭者」としている。庭者、あるいは庭の者（にわのもの）とは、武家の庭掃除等を行う下級役人であり、室町幕府では庭奉行の配下にあった。
16世紀に入り、1520年代（大永年間）の京都市内・郊外の光景を、細川高国が発注して狩野元信が描いたとされる『洛中洛外図屏風』の右隻3扇には、二条邸（押小路烏丸殿、現存せず、現在の京都市中京区二条殿町近辺）を掃く「庭掃」の姿が登場する。この人物は裸足のようである。
近世（17世紀 - 19世紀）の時期、信濃国（現在の長野県）の東部から北部・中部地域にかけて、「庭掃」と呼称・自称する穢多身分の者たちがいたことが指摘されている。例えば慶安2年（1649年）上田藩では「かわた」を城下に集住させ、本来の皮革業や警察（与力同心）の下働き、刑場での刑吏の他、「庭掃」として寺社や城、領主屋敷の清掃役を命じている。また明和9年（1772年）の同領内の宗門改め帳では、村の真言宗寺院の「庭掃」を乞食が代々務めている事例がある。江戸幕府ではこの時代、「庭者」（庭の者）は、若年寄の支配下に置かれた。